# Maniola pelekasii
Maniola pelekasii är en fjärilsart som beskrevs av Kattulas och Koutsaftikis 1976. Maniola pelekasii ingår i släktet Maniola och familjen praktfjärilar. Inga underarter finns listade i Catalogue of Life.